# Куницкий, Андрей Юзефович
Андрей Юзефович Куницкий (бел. Андрэй Юзэфовіч Куніцкі; род. 2 июля 1984, Гродно, Белоруссия ) — белорусский профессиональный шоссейный велогонщик, завершивший свою карьеру в 2010 году. Двукратный Чемпион Белоруссии в индивидуальной гонке 2007 и 2008 года. Мастер спорта международного класса Белоруссии.

## Достижения

### Статистика выступлений на Гранд Турах
| Гонка / Год    | 2007 |
| -------------- | ---- |
| Джиро д’Италия | 85   |